# 尚文苑

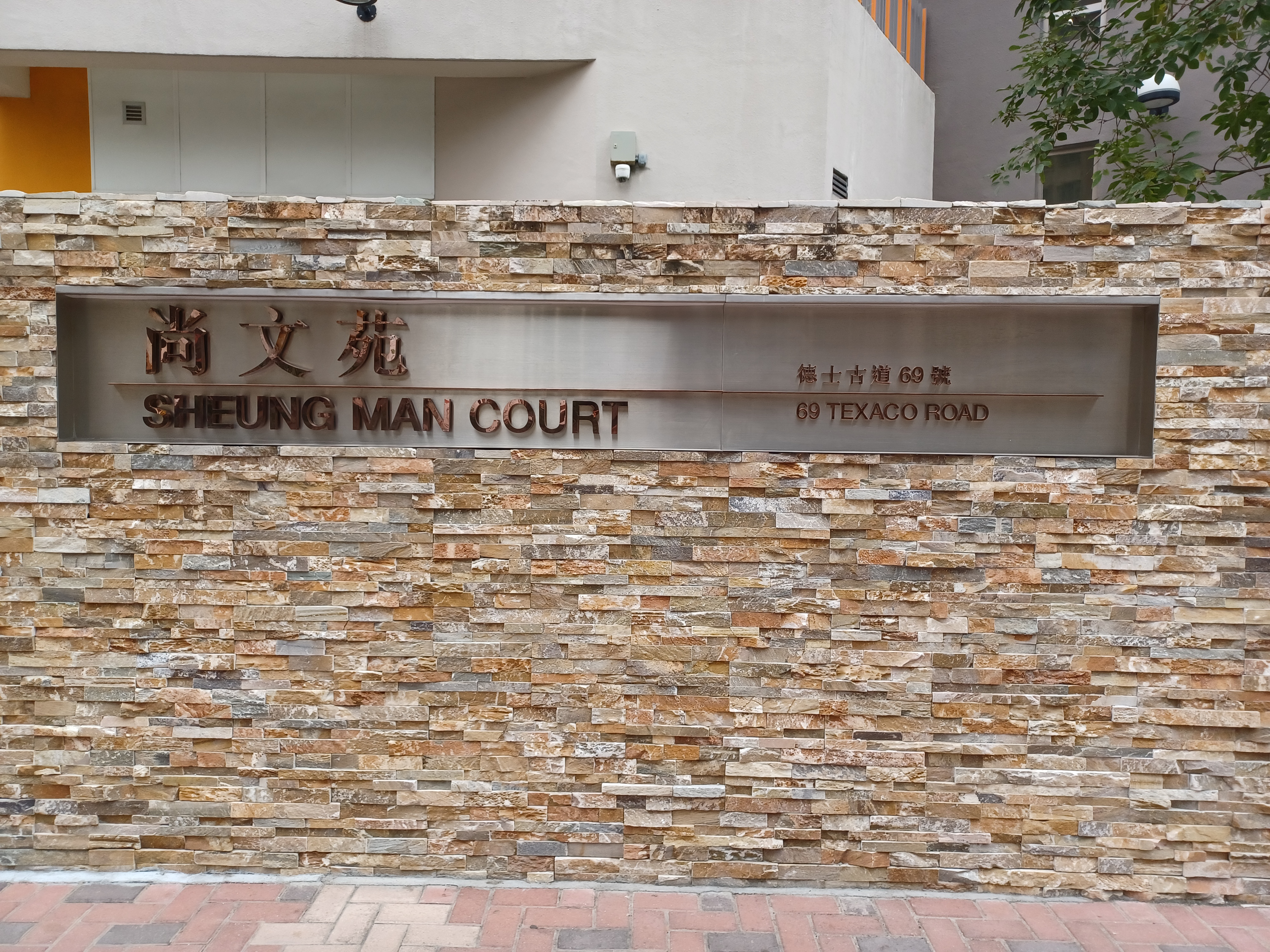
尚文苑的門牌號碼

尚文苑（英語：Sheung Man Court）是香港房屋委員會的居屋屋苑之一，項目編號為KS21，位於香港新界葵青區大窩口德士古道69號，鄰近荃灣市中心、大窩口邨及大窩口站，前身為房屋署職員宿舍。屋苑已於2020年6月23日獲發入伙紙，並於同年7月交付，由房屋署總建築師（5）設計，並由關黃建築師有限公司負責詳細設計，安保工程負責承建。

## 屋苑資料

### 樓宇
| 樓宇名稱 | 樓宇類型                | 落成年份 | 層數         | 每層伙數 | 單位總數（伙） | 建築師                                   | 承建商   | 提供升降機的廠商       |
| -------- | ----------------------- | -------- | ------------ | -------- | -------------- | ---------------------------------------- | -------- | ---------------------- |
| 尚文苑   | 非標準設計大廈 （長型） | 2020年   | 40（3-40樓） | 13       | 494            | 房屋署總建築師（5）、 關黃建築師有限公司 | 安保工程 | 通力 MiniSpace（VVVF） |

- 由於樓宇其中一邊鄰近德士古道，1及2室將採用撇角式設計（但布局與一般單位相同），而1至5室一律會裝有隔音窗戶（樣式與景泰苑、彩興苑相似），以減少交通噪音的影響。此屋苑不設可間三房單位，且以B型單位（開放式單位）為主。屋苑已在2018年8月命名[3]。
- 此項目原先擬作綠表置居計劃首個推出的屋苑[4]，但最後恢復為居屋出售。所有單位將撥入居屋2019年中發售，於2019年5月30日至6月12日間接受申請，並於8月15日攪珠，12月9日起揀樓，2020年7月8日起交付。
- 尚文苑及旭禾苑均於2020年6月12日售出全數單位，是「居屋2019」最後一批售罄的屋苑。但在售罄一個多月後，404、1104、1809及4009室即告撻訂，將撥入隨後接受申請的「居屋2020」重售。

## 興建期間圖片庫

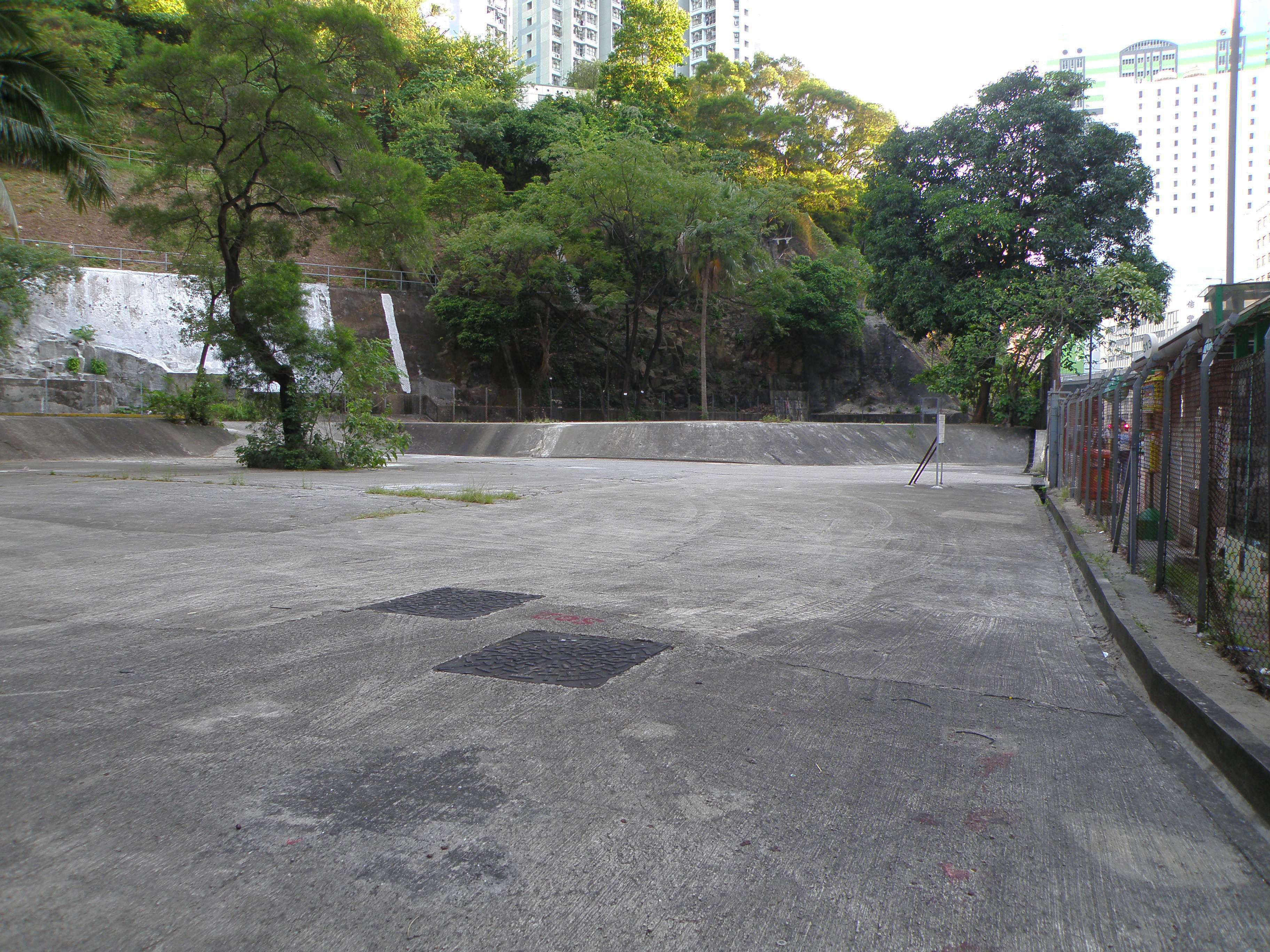
動工前，2015年9月
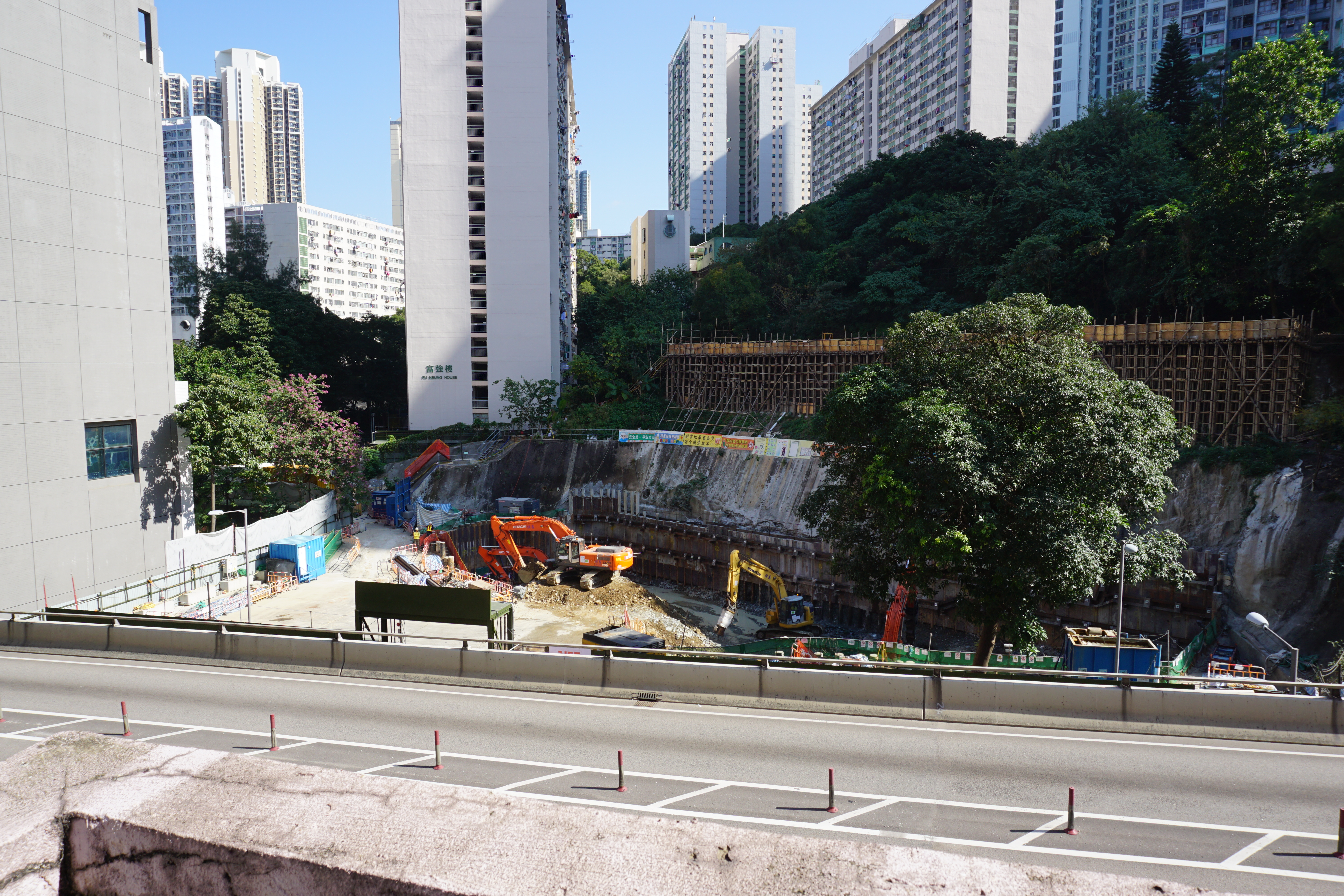
前期工程，2016年12月
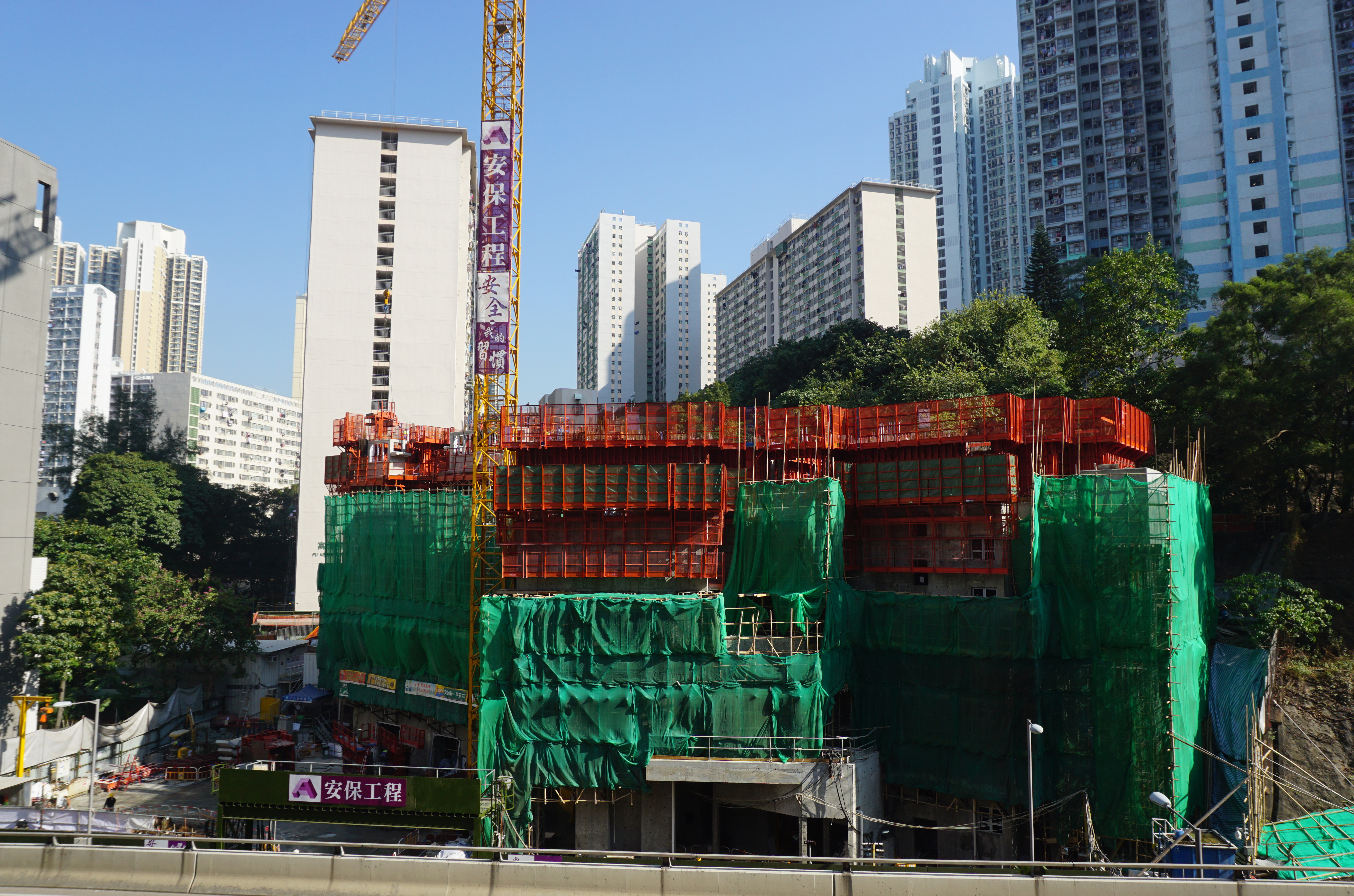
興建中，2018年1月
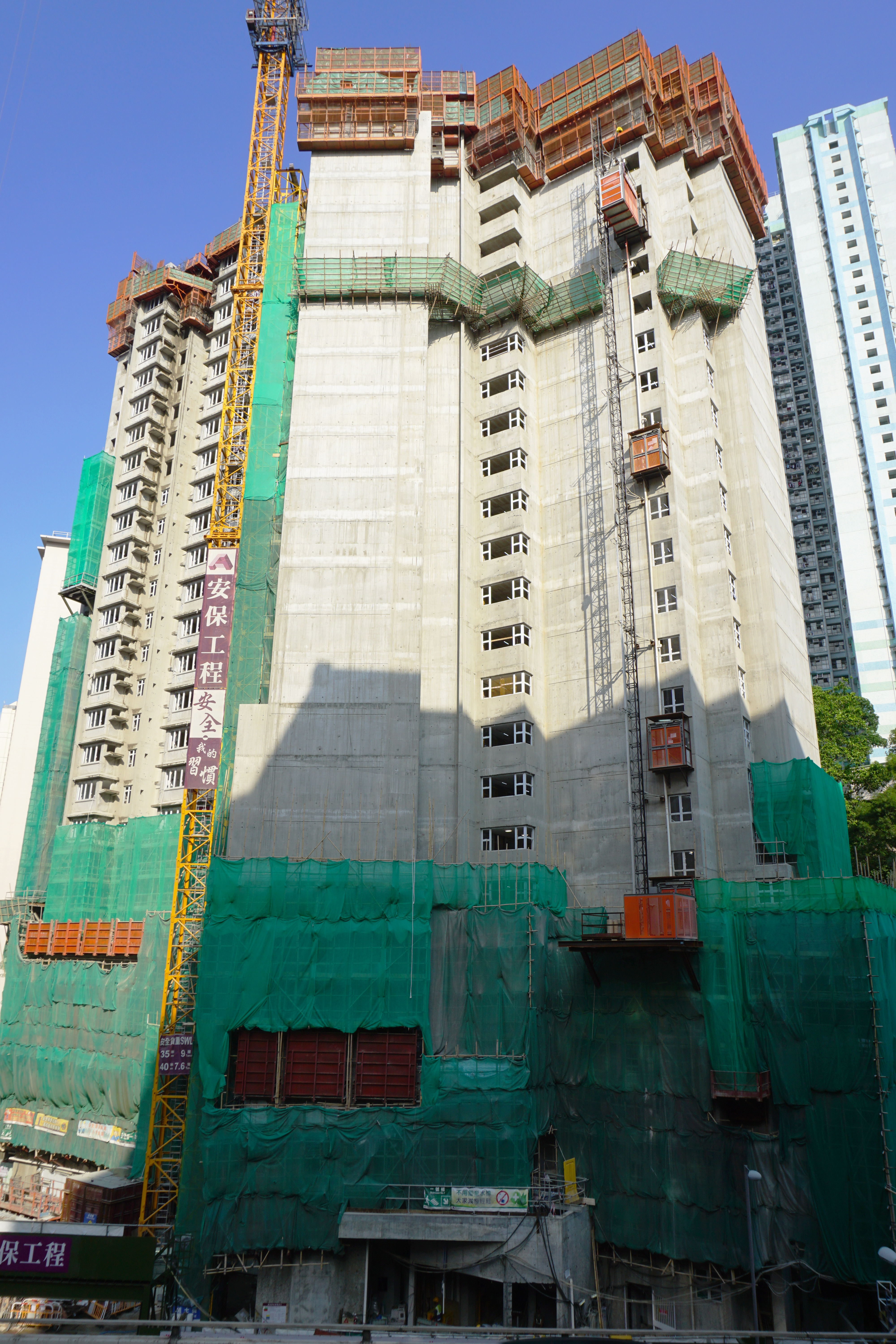
興建中，2018年7月
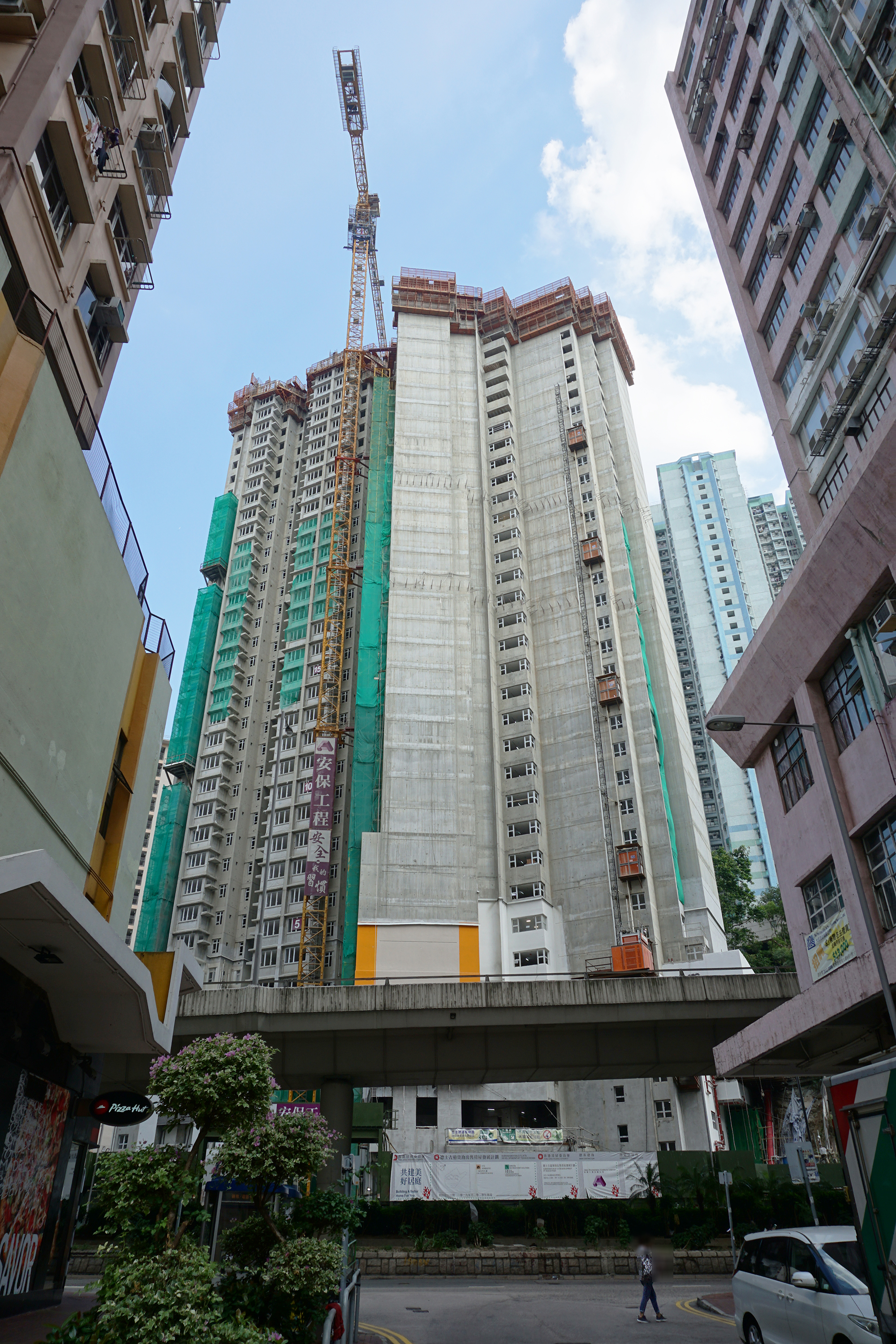
興建中，2018年10月
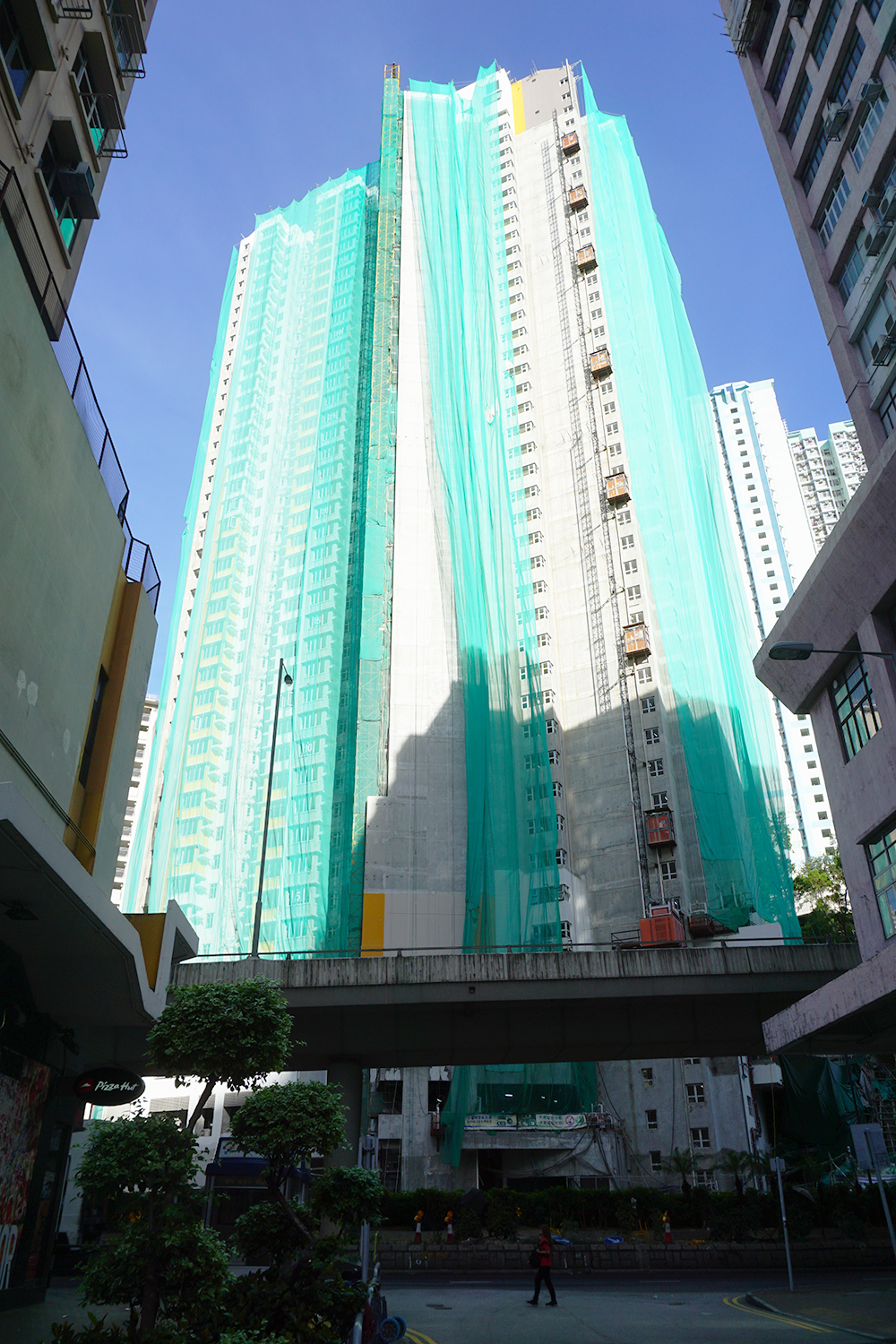
髹油中，2019年6月